# 达拉沟
达拉沟，是中国长江流域的一条河流，汇入白龙江上游右岸，属于嘉陵江水系。河长96千米，流域面积2627平方千米，多年平均流量22立方米每秒。自然落差1260米。水能理论蕴藏量15万千瓦。